# نيوبورغ (إنديانا)
نيوبورغ (بالإنجليزية: Newburgh, Indiana)‏ هي مستوطنة تقع في الولايات المتحدة في مقاطعة واريك (إنديانا). يقدر عدد سكانها بـ 3,325 نسمة ومساحتها 3.65 كم2 وترتفع عن سطح البحر 120 متر.

## التركيبة السكانية
قام مكتب تعداد الولايات المتحدة بتحديد بيانات التركيبة السكانية لنيوبورغ في تعداد الولايات المتحدة. في ما يلي، التركيبة السكانية حسب تعدادي 2000 و2010.

### تعداد عام 2000
بلغ عدد سكان نيوبورغ 3,088 نسمة بحسب تعداد عام 2000، وبلغ عدد الأسر 1,369 أسرة وعدد العائلات 889 عائلة مقيمة في البلدة. في حين سجلت الكثافة السكانية 2,274.6 نسمة لكل ميل مربع (878.2/كم2). وبلغ عدد الوحدات السكنية 1,478 وحدة بمتوسط كثافة قدره 1,088.7 نسمة لكل ميل مربع (420.3/كم2).
وتوزع التركيب العرقي للبلدة بنسبة 97.38% من البيض و 0.03% من الأمريكيين الأصليين و 0.36% من الأمريكيين ذوي الأصول الآسيوية و 1.17% من الأمريكيين الأفارقة و 0.74% من عرقين مختلطين أو أكثر.
بلغ عدد الأسر 1,369 أسرة كانت نسبة 27.9% منها لديها أطفال تحت سن الثامنة عشر تعيش معهم، وبلغت نسبة الأزواج القاطنين مع بعضهم البعض 52.8% من أصل المجموع الكلي للأسر، ونسبة 9.5% من الأسر كان لديها معيلات من الإناث دون وجود شريك، وكانت نسبة 35.0% من غير العائلات. تألفت نسبة 29.9% من أصل جميع الأسر من أفراد ونسبة 8.7% كانوا يعيش معهم شخص وحيد يبلغ من العمر 65 عاماً فما فوق. وبلغ متوسط حجم الأسرة المعيشية 2.79، أما متوسط حجم العائلات فبلغ 2.24.
بلغ العمر الوسطي للسكان 39 عاماً. وكانت نسبة 22.2% من القاطنين تحت سن الثامنة عشر، وكانت نسبة 7.7% بين الثامنة عشر والأربعة وعشرون عاماً، ونسبة 29.7% كانت واقعةً في الفئة العمرية ما بين الخامسة والعشرون حتى والأربعة وأربعون عاماً، ونسبة 28.0% كانت ما بين الخامسة والأربعون حتى الرابعة والستون، ونسبة 12.4% كانت ضمن فئة الخامسة والستون عاماً فما فوق. يوجد لكل 100 أنثى 92.9 ذكر، ويوجد لكل 100 أنثى في الثامنة عشر من عمرها فما فوق 91.5 ذكر.
بلغ متوسط دخل الأسرة في البلدة 41,581 دولار، أما متوسط دخل العائلة فبلغ 53,854 دولار. وكان متوسط دخل الذكور 41,538 دولار مقابل 24,662 دولار للإناث. وسجل دخل الفرد الخاص بالبلدة 24,537 دولار.

### تعداد عام 2010
بلغ عدد سكان نيوبورغ 3,325 نسمة بحسب تعداد عام 2010، وبلغ عدد الأسر 1,455 أسرة وعدد العائلات 935 عائلة مقيمة في البلدة. في حين سجلت الكثافة السكانية 2,358.2 نسمة لكل ميل مربع (910.5/كم2). وبلغ عدد الوحدات السكنية 1,585 وحدة بمتوسط كثافة قدره 1,124.1 لكل ميل مربع (434.0/كم2).
وتوزع التركيب العرقي للبلدة بنسبة 94.2% من البيض و 0.1% من الأمريكيين الأصليين و 2.0% من الأمريكيين ذوي الأصول الآسيوية و 1.4% من الأمريكيين الأفارقة و 1.4% من عرقين مختلطين أو أكثر.
بلغ عدد الأسر 1,455 أسرة كانت نسبة 28.2% منها لديها أطفال تحت سن الثامنة عشر تعيش معهم، وبلغت نسبة الأزواج القاطنين مع بعضهم البعض 51.1% من أصل المجموع الكلي للأسر، ونسبة 9.2% من الأسر كان لديها معيلات من الإناث دون وجود شريك، بينما كانت نسبة 3.9% من الأسر لديها معيلون من الذكور دون وجود شريكة وكانت نسبة 35.7% من غير العائلات. تألفت نسبة 31.0% من أصل جميع الأسر من أفراد ونسبة 9.7% كانوا يعيش معهم شخص وحيد يبلغ من العمر 65 عاماً فما فوق. وبلغ متوسط حجم الأسرة المعيشية 2.85، أما متوسط حجم العائلات فبلغ 2.28.
بلغ العمر الوسطي للسكان 42.1 عاماً. وكانت نسبة 22.4% من القاطنين تحت سن الثامنة عشر، وكانت نسبة 6.9% بين الثامنة عشر والأربعة وعشرون عاماً، ونسبة 24.6% كانت واقعةً في الفئة العمرية ما بين الخامسة والعشرون حتى والأربعة وأربعون عاماً، ونسبة 31.8% كانت ما بين الخامسة والأربعون حتى الرابعة والستون، ونسبة 14.4% كانت ضمن فئة الخامسة والستون عاماً فما فوق. وتوزع التركيب الجنسي للسكان بنسبة 48.2% ذكور و51.8% إناث.